# Pazifische Hurrikansaison 1965
Die Pazifische Hurrikansaison 1965 begann offiziell am 15. Mai 1965 im östlichen Pazifischen Ozean und am 1. Juni 1965 im zentralen Pazifik. Sie dauerte bis zum 30. November 1965. Diese Daten begrenzen konventionell die Periode des Jahres, in der sich im nordöstlichen Pazifik üblicherweise die meisten tropischen Wirbelstürme bilden. In der Saison 1965 wurden insgesamt zehn Systeme beobachtet, von denen mit Ausnahme von Hurrikan Emily keiner Hurrikanstärke erreichte. Der bedeutendste Sturm der Saison war Tropischer Sturm Hazel, da durch dessen Auswirkungen in Mexiko sechs Menschen getötet wurden.

## Stürme

### Tropischer Sturm Victoria
Am 4. Juni bildete sich 945 km südwestlich von Acapulco, Mexiko der erste tropische System der Saison und erhielt einen Tag später bei der Intensivierung in einen tropischen Sturm den Namen Victoria. Zu diesem Zeitpunkt erreichte der Sturm seine stärkste Intensität mit andauernden einminütigen Windgeschwindigkeiten von 85 km/h. Diese Stärke behielt der Sturm bei, während er nach Nordwesten zog. Früh am 7. Juni schwächte sich Victoria zu einem tropischen Tiefdruckgebiet ab, das sich sechs Stunden später auflöste. Victoria blieb während der gesamten Zeit ihrer Existenz auf dem offenen Meer.

### Tropischer Sturm Wallie
Früh am Morgen des 17. Juni bildete sich 300 km westlich von Puerto Ángel, Mexiko ein tropisches Tiefdruckgebiet. Dieses System intensivierte sich zu einem tropischen Sturm mit einer andauernden einminütigen Spitzenwindgeschwindigkeit von 85 km/h. Wallie zog in nordwestlicher Richtung und schwächte sich früh am 18. Juni kurz vor der mexikanischen Küste zu einem Tiefdruckgebiet ab. Das Resttief zog in der Nähe von Zihuatanejo über die mexikanische Küste. Im weiteren Tagesverlauf löste sich das System auf.
Der Sturmschaden in Mexiko wurde zwar als der umfangreichste innerhalb von acht Jahren beschrieben und die Sachschäden auf mehrere Tausend US-Dollar beziffert, doch eine genaue Schadenssumme ist nicht bekannt. Im Zusammenhang mit dem Sturm wurden keine Verluste an Menschenleben gemeldet.

### Tropischer Sturm Ava
Früh am 29. Juni wurde etwa 860 km südlich von Cabo San Lucas an der Südspitze von Niederkalifornien, Mexiko, ein tropischer Sturm identifiziert. Dieser erhielt den Namen Ava. Zu diesem Zeitpunkt befand sich der Sturm mit Windgeschwindigkeiten von 85 km/h in seiner Höhepunktsphase, doch innerhalb der nächsten 24 Stunden schwächte sich das System zu einem tropischen Tiefdruckgebiet ab. Spät am 30. Juni erreichte der Sturm erneut den Status eines tropischen Sturmes. Zu diesem Zeitpunkt zog Ava westwärts, wich jedoch dabei leicht nach Norden und später nach Süden ab. Am 3. Juli verlor Ava erneut an Intensität. Früh am 5. Juli löste sich das Tiefdruckgebiet auf. Ava blieb während ihrer Existenz auf See, sodass keine Sachschäden gemeldet wurden.

### Tropischer Sturm Bernice
Am 30. Juni bildete sich der tropische Sturm Bernice. Zu diesem Zeitpunkt befand sich das System etwa 445 km südlich von Puerto Angel, Mexiko. Während der nächsten Tage zog der Sturm nordostwärts und erreichte eine Spitzenwindgeschwindigkeit von 85 km/h. Am 5. Juni endete die nordwärts gerichtete Zugbewegung und Bernice wandte sich nach Osten. Am 8. Juli löste sich der tropische Sturm auf, ohne jemals Land erreicht zu haben.

### Tropischer Sturm Claudia
Im Laufe des Nachmittags des 7. August bildete sich etwa 240 km südwestlich von Cabo San Lucas ein tropisches Tiefdruckgebiet. Am 8. August verstärkte sich das System zum tropischen Sturm Claudia. Zu dem Zeitpunkt, an dem Claudia mit Windgeschwindigkeiten von 85 km/h die größte Intensität erreichte, setzte der Sturm zu einer Kurve nach Norden an. Der Sturm behielt während dieser Kurvenbewegung bis zum 10. August seine Spitzenstärke bei, dann ging die Windgeschwindigkeit leicht zurück und die Sturmwarnungen wurden nicht fortgeführt.. Der Sturm hatte keine Auswirkungen auf Land.

### Tropischer Sturm Doreen
Spät am 19. August wurde der tropische Sturm Doreen erstmals auf einem TIROS-Satellitenbild ausgemacht. Am nächsten Tag meldete das Schiff San Juan Prospector Windgeschwindigkeiten von 40 Knoten (etwa 70 km/h) und einen Luftdruck von 975 mbar (hPa). Zu diesem Zeitpunkt zog Doreen mit einer Vorwärtsgeschwindigkeit von zehn Knoten nach Nordwesten. Am 21. August änderte Doreen die Zugrichtung auf einen westlichen Kurs, kehrte jedoch einen Tag später zur ursprünglichen Zugrichtung zurück. Am 22. August meldete die Kyoyu Maru, die sich direkt nördlich des Sturmzentrums befand, Windgeschwindigkeiten von 60 Knoten. Während der folgenden Tage schlug der Sturm eine leichte Kurve nach Norden ein, wurde dann jedoch langsam und zog nach Südwesten. Am 30. August kreuzte Doreen in den Zentralpazifik, wo sich der Sturm am nächsten Morgen auflöste. Während der Existenz des Systems meldeten 13 Schiffe Winddaten zu Doreen, doch Berichte über Sachschäden wurden nicht registriert.

### Hurrikan Emily
Am 30. August bildete sich ein mäßiger tropischer Sturm. Dieser intensivierte sich langsam und wurde am 31. August um 12:00 UTC zum ersten und einzigen Hurrikan der Hurrikansaison 1965. Emily verlor auf dem Weg nordwärts an Kraft. Am 3. September um 00:00 UTC schwächte sich Emily zum tropischen Tiefdruckgebiet ab. In dieser Intensität traf das System am 6. September auf Niederkalifornien. Emily galt operativ als der erste Sturm nach vielen Jahren, von dem eine potentielle Gefährdung für Südkalifornien ausging. Er näherte sich dem Süden des Bundesstaates an, als vor La Jolla, Kalifornien das SEALAB-II-Projekt durchgeführt wurde. Es gab deswegen zeitweise Befürchtungen, dass durch den Wellengang die Berkone, ein Unterstützungsschiff für das Experiment, die Stelle verlassen müsste, an der SEALAB II verankert war und deswegen ein Abbruch des Projektes notwendig würde. Die Niederschlagsmengen durch den Sturm waren jedoch nicht übermäßig; sie erreichten in einzelnen Gebieten etwa 25 mm.

### Tropischer Sturm Florence
Der tropische Sturm Florence bildete sich am 8. September als tropisches Tiefdruckgebiet. Nach 24 Stunden intensivierte sich das System zum tropischen Sturm und erhielt den Namen Florence. Dieser erreichte zu dem Zeitpunkt mit Windgeschwindigkeiten von 80 km/h seine größte Intensität. Am 11. September schwächte sich Florence plötzlich ab. Nachdem er seine Intensität einige Tage beibehalten hatte, wurde das System am 15. September als aufgelöst erklärt. Florence blieb auf See, und in Zusammenhang mit dem Sturm wurden keine Sach- oder Personenschäden gemeldet.

### Tropischer Sturm Glenda
Der tropische Sturm Glenda bildete sich am 13. September und behielt seine Intensität mit einer andauernden einminütigen Windgeschwindigkeit über neun Tage hinweg bei, bevor die Sturmwarnungen eingestellt wurden.

### Tropischer Sturm Hazel
Hazel entwickelte sich aus eine nordwärts ziehenden Störung mit Ursprung südöstlich der Insel Socorro. Nachdem Hazel die Stärke eines tropischen Sturmes erreicht hatte, wandte sich der Sturm in ostnordöstliche Richtung, was von dem Bericht eines Schiffes bestätigt wurde. Der Sturm gelangte in der Nähe von  Mazatlán am 26. September über Land und wurde rasch außertropisch. Sechs Menschen starben durch die Auswirkungen des Sturmes und tausende wurden obdachlos. Die Fangflotte für Shrimps von Mazatlán, die einen wesentlichen Teil der örtlichen Wirtschaft beschreitet, wurde stark beschädigt. Im Süden von Sinaloa wurden mehr als 20.000 Hektar Anbauflächen für Baumwolle, Mais und Sorghumhirse vernichtet. Mindestens 50 Boote und kleinere Schiffe gingen in der Häfen unter oder wurden beschädigt. Der Sachschaden wurde auf insgesamt 10 Millionen US-Dollar (1965; in heutigen Preisen 85,9 Millionen USD) geschätzt. Hazel war damit der folgenschwerste tropische Wirbelsturm der pazifischen Hurrikansaison.

## Accumulated Cyclone Energy (ACE)
| ACE (104kn2) – Sturm | ACE (104kn2) – Sturm | ACE (104kn2) – Sturm | ACE (104kn2) – Sturm | ACE (104kn2) – Sturm | ACE (104kn2) – Sturm | ACE (104kn2) – Sturm |
| -------------------- | -------------------- | -------------------- | -------------------- | -------------------- | -------------------- | -------------------- |
| 1                    | 8,3025               | Doreen               |                      | 6                    | 2,2275               | Florence             |
| 2                    | 7,4925               | Glenda               | 7                    | 1,8225               | Victoria             |                      |
| 3                    | 6,2775               | Bernice              | 8                    | 1,8225               | Claudia              |                      |
| 4                    | 4,96                 | Emily                | 9                    | 1,62                 | Hazel                |                      |
| 5                    | 2,835                | Ava                  | 10                   | 0,81                 | Wallie               |                      |
| Total: 40,17         |                      |                      |                      |                      |                      |                      |

Die Accumulated Cyclone Energy (ACE) ist eine Maßzahl für die Aktivität einer Hurrikansaison. Sie wird ermittelt, in dem die andauernde einminütige Windgeschwindigkeit eines Sturmes quadriert und aufsummiert wird, sofern diese Windgeschwindigkeit mindestens der eines tropischen Sturmes entspricht. Diese Summe wird schließlich durch 104 dividiert. Tropische Tiefdruckgebiete und subtropische Systeme werden somit nicht berücksichtigt.

## Belege
1. 1 2 3 4 5 6 7 8 9 10 11 12 13  National Hurricane Center, Hurricane Research Division, Atlantic Oceanographic and Meteorological Laboratory: Northeast and North Central Pacific hurricane database (HURDAT2) 1949–2021. United States National Oceanic and Atmospheric Administration’s Office of Oceanic & Atmospheric Research, 6. April 2022, abgerufen am 15. Mai 2022 (englisch).
2. ↑  Central Pacific Hurricane Center Report on Tropical Storm Doreen. Central Pacific Hurricane Center, abgerufen am 11. November 2009.
3. 1 2   Pacific Hurricane Threatens Sealab Project In: The Miami News, 1. September 1965. Abgerufen am 12. April 2011 (englisch).
4. ↑  Jack Williams:  California's Tropical Cyclones, USA Today, 17. Mai 2005. Abgerufen am 12. April 2011 (englisch).
5. ↑  United States Weather Bureau: Climatological Data – National Summary. 1965, S. 72–73 (englisch, google.com [abgerufen am 11. April 2011]).
6. ↑  Associated Press: Death Count Now 6 In Mazatlan Storm. In: Tucson Daily Citizen. 1965, ehemals im Original (nicht mehr online verfügbar); abgerufen am 21. Juni 2009 (englisch). (Seite nicht mehr abrufbar. Suche in Webarchiven)
7. ↑  Associated Press: Storm Damage In Mexico May Exceed $10 Million. In: San Antonio Express. 1965, ehemals im Original (nicht mehr online verfügbar); abgerufen am 21. Juni 2009. (Seite nicht mehr abrufbar. Suche in Webarchiven)
8. ↑  Measuring total seasonal activity: The Accumulated Cyclone Energy (ACE) index. Climate Prediction Center, archiviert vom Original am 18. Juni 2006; abgerufen am 12. April 2011 (englisch).  Info: Der Archivlink wurde automatisch eingesetzt und noch nicht geprüft. Bitte prüfe Original- und Archivlink gemäß Anleitung und entferne dann diesen Hinweis.